# Hannah Beachler
Hannah Beachler (Montgomery County, 14 augustus 1970) is een Amerikaans productieontwerper.
Beachler studeerde aan de Universiteit of Cincinnati en aan de Wright State University in Dayton.
Voor de film Black Panther uit 2018 kreeg Beachler met Jay Hart in 2019 een Oscar voor beste productieontwerp. Ook ontvingen ze samen op de 24e Critics' Choice Awards samen de prijs voor het beste productieontwerp.
In 2022 kwam de vervolgfilm op Black Panther uit: Black Panther: Wakanda Forever, waarvoor Beachler ook het productieontwerp heeft gemaakt.
Beachler woont in New Orleans met haar zoon.